# Jost Gippert
Jost Gippert (Winz-Niederwenigern, ma Hattingen, 1956. március 12. –) német nyelvész és a kaukázusi nyelvek professzora. A Frankfurt am Main-i Goethe Egyetemen az összehasonlító nyelvészet és az empirikus nyelvészet professzora.

### Életútja
1972-ben végzett a Leibniz Gimnáziumban Essen-Altenessenben. 1972-től 1977-ig összehasonlító nyelvészetet, indológiát, japanológiát és sinológiát tanult a Marburgi Egyetemen és Berlinben (Szabad Egyetem). A filozófia doktora címet egy A főnévi igenevek képzésének szintaxisa az indogermán nyelvekben című munkával szerezte meg. 1977-től 1990-ig különböző posztokat töltött be, mint tudós illetve főiskolai asszisztens valamint egyetemi lektor Berlinben, Bécsben és Salzburgban. A keleti számítógépes nyelvészet kutatási asszisztenseként habilitált 1991-ben a bambergi Otto Friedrich Egyetemen egy az Iráni eredetű szavak az örmény és a grúz nyelvben című munkával. Jost Gippert 1994 óta tanít összehasonlító nyelvészetet a Johann Wolfgang Goethe Egyetemen Frankfurt am Mainban. 